# Otameto
Otameto är en ort i Mexiko.   Den ligger i kommunen Navolato och delstaten Sinaloa, i den västra delen av landet, 1 100 km nordväst om huvudstaden Mexico City. Otameto ligger 15 meter över havet och antalet invånare är 664.
Terrängen runt Otameto är mycket platt. Runt Otameto är det ganska tätbefolkat, med 155 invånare per kvadratkilometer. Närmaste större samhälle är Navolato, 5,6 km nordost om Otameto. Trakten runt Otameto består till största delen av jordbruksmark.